# Comuna Stari Mikanovci, Vukovar-Srijem
Stari Mikanovci este o comună în cantonul Vukovar-Srijem, Croația, având o populație de 2.956 de locuitori (2011).

## Demografie
Componența etnică a comunei Stari Mikanovci
     Croați (99,46%)
     Necunoscut (0,03%)
     Neclasificat (0,41%)
Componența confesională a comunei Stari Mikanovci
     Catolici (98,82%)
     Necunoscută (0,3%)
     Alte religii (0,88%)
Conform recensământului din 2011, comuna Stari Mikanovci avea 2.956 de locuitori. Din punct de vedere etnic, majoritatea locuitorilor (99,46%) erau croați. Apartenența etnică nu este cunoscută în cazul a 0,03% din locuitori. Din punct de vedere confesional, majoritatea locuitorilor (98,82%) erau catolici. Pentru 0,3% din locuitori nu este cunoscută apartenența confesională.